# Бальдиссера, Барбара
Барбара Бальдиссера (итал. Barbara Baldissera. род. 12 января 1978, Бормио, Италия — итальянская шорт-трекистка. Приняла участие в Олимпийских играх 1994, 1998 годов. Чемпионка мира 1996 года в зстафете.
Трёхкратная чемпионка Европы.

## Спортивная карьера
Барбара Бальдиссера состояла в спортивном клубе Gruppo Bormio Ghiaccio, где была одной из лучших. В 15 лет она принимала участие на международном уровне и в 1994 году на командном чемпионате мира по шорт-треку выиграла бронзу в эстафете. На Олимпийских играх в Лиллехамере Бальдиссера вместе с командой заняла 4 место в эстафете. А на дистанции 500 метров была 24.
Через два года в 1996 она выиграла золото в эстафете на чемпионате мира в Гааге.
В 1998 году на Олимпийских играх в Нагано Бальдиссера на пятисотметровке стала 17, на других дистанциях она была дисквалифицирована. Но успешно она участвовала на 
чемпионате Европы в Будапештевыиграла два золота, на дистанции 500 метров и в эстафете. В следующем году она вновь выиграла в эстафете золото в Оберсдорфе. В 2000 году в Бормио на чемпионате Европы Бальдиссера получила серебряную медаль в эстафете. После чего она ушла из спорта.
В настоящий момент работает в центре  массотерапии в городе Изолачча Ломбардия.